# بيرنارد باردو
بيرنارد باردو (19 ديسمبر 1960

 في غاردان) (بالفرنسية: Bernard Pardo)‏ لاعب كرة قدم فرنسي معتزل كان يجيد اللعب في خط الوسط .
لعب باردو في أندية غاردان، بولوني (1978-1979) ليل (1979-1980) بريست (1980-1985) سانت إتيان (1985-1986) طولون (1986-1989) بوردو (1989-1990) مرسيليا (1990-1991) باريس سان جيرمان (1991-1992) طولون مجددا (1993-1994) .
ساهم باردو في تتويج نادي مرسيليا ببطولة دوري الدرجة الأولى موسم 1990/1991 .
شارك باردو مع منتخب فرنسا في 13 مباراة دولية في الفترة من 1988 إلى 1991 .

## روابط خارجية
- بيرنارد باردو على موقع قاعدة بيانات كرة القدم.إي يو (الإنجليزية)
- بيرنارد باردو على موقع ليكيب (الفرنسية)
- بيرنارد باردو على موقع ناشيونال فوتبول تيمز (الإنجليزية)